# 國立女子師範學院
国立女子师范学院是一所中国曾经曾在的女子学院。

## 历史
1940年，對日抗戰期間，國民政府教育部於四川重慶江津白沙新橋成立國立女子師範學院。是年9月20日開學，院長由原教育部督學謝循初擔任。
抗戰結束後，教育部命令該校搬遷到重慶近郊九龍坡原上海交大戰時之校址，校方師生不從和教育部對峙，拖至1946年8月才搬遷完畢。
1950年10月，和四川省立教育學院（前身為1906年的川東師範學堂）合併組成西南師範學院（1985年更名為西南師範大學，2005年7月和西南農業大學合併組成西南大學）。

## 著名教師
- 胡小石
- 魏建功
- 盧前
- 吳伯超
- 台靜農
- 唐圭璋
- 吳白陶
- 沙梅
- 余雪曼
- 柴德賡
- 李霽野
- 李何林